# Sextantul (constelație)
Sextantul (pe latinește Sextans) este o constelație din apropierea ecuatorului ceresc.

## Descriere și localizare

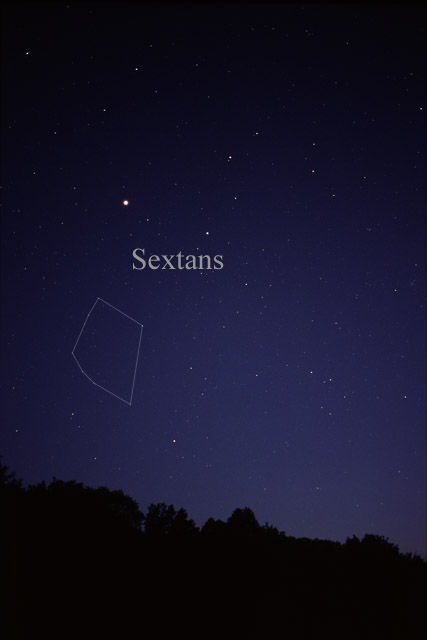
Constelația Sextantul văzută cu ochiul liber. Pentru identificarea mai ușoară au fost trasate linii între stele.

## Obiecte cerești
Coordonate:  10h 00m 00s, +00° 00′ 00″